# Carlos Ruiz Herrero
Carlos Ruiz Herrero (* 7. Juni 1948 in Bilbao) ist ein ehemaliger spanischer Fußballspieler.

## Karriere
Ruiz begann seine Karriere bei CD Getxo, einem Vorstadtverein von Bilbao. Ab 1969 lief er für die Reservemannschaft von Athletic Bilbao auf. Am 12. September 1970 gab er im Rahmen eines 1:1-Unentschiedens gegen den FC Barcelona sein Debüt bei den Profis in der Primera División.
Im Verlauf der elf Jahre bei den Rojiblancos absolvierte Ruiz insgesamt 275 Pflichtspiele. 1973 gewann er mit seinem Team die Copa del Rey, in der Saison 1974/75 sicherte er sich den Titel des Torschützenkönigs. International fiel der Spanier durch seine Leistungen im UEFA-Pokal 1976/77 auf, als er in acht Partien fünf Tore schoss und mit seiner Mannschaft Hochkaräter wie den AC Mailand sowie den FC Barcelona aus dem Turnier warf, ehe man in den Finalspielen auf Grund der Auswärtstorregel gegen Juventus Turin unterlag.
1981 wechselte Ruiz nach Katalonien zu Espanyol Barcelona. Im Anschluss an die Saison 1981/82 beendete er seine Karriere.

## Erfolge
- Spanischer Pokalsieger: 1973
- Pichichi-Trophäe: 1975
- UEFA-Pokal-Finalist: 1977